# Équipe d'Allemagne de l'Est de football en 1962
Il s'agit des matchs de la sélection est-allemande au cours de l'année 1962.

## Matchs et résultats
| Match amical                           | Union soviétique                | 2 – 1   | Allemagne de l'Est | Stade Lénine, Moscou                                |                                                     |
| 3 mai 1962 · Historique des rencontres | Tchislenko 15e · Ponedelnik 30e | (2 - 0) | 59e Erler          | Spectateurs : 70 000 Arbitrage : M. Gere ( Hongrie) | Spectateurs : 70 000 Arbitrage : M. Gere ( Hongrie) |

| Match amical                            | Yougoslavie                 | 3 – 1   | Allemagne de l'Est | Stade de l'Étoile rouge, Belgrade                    |                                                      |
| 16 mai 1962 · Historique des rencontres | Galić 54e 82e · Skoblar 65e | (0 - 0) | 68e R. Ducke       | Spectateurs : 50 000 Arbitrage : M. Virag ( Hongrie) | Spectateurs : 50 000 Arbitrage : M. Virag ( Hongrie) |

| Match amical                            | Allemagne de l'Est                 | 4 – 1   | Danemark      | Stade central, Leipzig                               |                                                      |
| 23 mai 1962 · Historique des rencontres | Schröter 8e 56e 88e · R. Ducke 29e | (2 - 1) | 20e O. Madsen | Spectateurs : 35 000 Arbitrage : M. Kowal ( Pologne) | Spectateurs : 35 000 Arbitrage : M. Kowal ( Pologne) |

| Match amical                                  | Allemagne de l'Est       | 2 – 2   | Yougoslavie                | Stade central, Leipzig                                         |                                                                |
| 16 septembre 1962 · Historique des rencontres | Wirth 45e · Schröter 52e | (1 - 2) | 20e Zambata · 43e Jerković | Spectateurs : 35 000 Arbitrage : M. Korelus ( Tchécoslovaquie) | Spectateurs : 35 000 Arbitrage : M. Korelus ( Tchécoslovaquie) |

| Match amical                                | Allemagne de l'Est                       | 3 - 2   | Roumanie      | Stade Heinz-Steyer, Dresde                                  |                                                             |
| 14 octobre 1962 · Historique des rencontres | Wirth 6e · Schröter 47e · Nachtigall 65e | (1 - 0) | 52e 60e Petru | Spectateurs : 30 000 Arbitrage : M. Mach ( Tchécoslovaquie) | Spectateurs : 30 000 Arbitrage : M. Mach ( Tchécoslovaquie) |

| Tour préliminaire (aller) Euro 1964          | Allemagne de l'Est               | 2 – 1   | Tchécoslovaquie | Stade Walter-Ulbricht, Berlin-Est                              |                                                                |
| 21 novembre 1962 · Historique des rencontres | Erler 60e · Liebrecht 80e (pen.) | (0 - 0) | 90e Kučera      | Spectateurs : 50 000 Arbitrage : M. Alimov ( Union soviétique) | Spectateurs : 50 000 Arbitrage : M. Alimov ( Union soviétique) |

| Match amical                                | Mali              | 1 – 2   | Allemagne de l'Est | Stade Mamadou, Bamako                                  |                                                        |
| 9 décembre 1962 · Historique des rencontres | Bakary 61e (pen.) | (0 - 0) | 57e 85e Erler      | Spectateurs : 25 000 Arbitrage : Mamadou Mabel ( Mali) | Spectateurs : 25 000 Arbitrage : Mamadou Mabel ( Mali) |

| Match amical                                 | Guinée         | 2 – 3   | Allemagne de l'Est          | Stade du 28 septembre, Conakry                       |                                                      |
| 16 décembre 1962 · Historique des rencontres | Kandfa 75e 84e | (0 - 3) | 12e 24e Frenzel · 36e Vogel | Spectateurs : 7 000 Arbitrage : Aly Sankou ( Guinée) | Spectateurs : 7 000 Arbitrage : Aly Sankou ( Guinée) |